# Matteo Ardemagni
Matteo Ardemagni (Milão, 26 de março de 1987) é um futebolista italiano que está emprestado pelo Atalanta e atualmente defende o Modena. Jogou também pelo Milan, Perugia, Pizzighettone, Pro Patria, Triestina, Cittadella e Padova.